# Isanthrene maxima
Isanthrene maxima är en fjärilsart som beskrevs av Butler 1876. Isanthrene maxima ingår i släktet Isanthrene och familjen björnspinnare. Inga underarter finns listade i Catalogue of Life.